# Myiophobus
Genre
Le genre Myiophobus regroupe plusieurs espèces de Moucherolles.

## Liste d'espèces
D'après la classification de référence (version 14.1, 2024) du Congrès ornithologique international (ordre phylogénique) :
- Myiophobus flavicans (P. L. Sclater, 1861) – Moucherolle flavescent
- Myiophobus phoenicomitra (Taczanowski et Berlepsch, 1885) – Moucherolle à cimier orange
- Myiophobus inornatus Carriker, 1932 – Moucherolle simple
- Myiophobus roraimae (Salvin et Godman, 1883) – Moucherolle du Roraima
- Myiophobus cryptoxanthus (P. L. Sclater, 1861) – Moucherolle à poitrine olive
- Myiophobus fasciatus (Statius Muller, 1776) – Moucherolle fascié
- Myiophobus crypterythrus (Sclater, 1861) – Moucherolle de Pallantanga
- Myiophobus rufescens (Salvadori, 1864) – Moucherolle rufescent